# Yaya Banana
Yaya Banana (Maroua, 29 juli 1991) is een Kameroens voetballer die doorgaans speelt als centraal verdediger. In november 2023 tekende hij voor AS Trouville-Deauville. Banana maakte in 2015 zijn debuut in het Kameroens voetbalelftal.

## Clubcarrière
Banana speelde tijdens zijn jeugd voor de Kameroense voetbalclubs Diables Rouges de Maroua en Achille Football Club. In 2009 sloot de verdediger zich echter voor het eerst aan bij een buitenlandse club; het Tunesische Espérance Tunis nam Banana namelijk over vanuit zijn vaderland. Hij tekende een contract voor vijfenhalf jaar bij de club, waarmee hij uiteindelijk Tunesisch landskampioen zou worden in 2010 en 2011. In 2011 won hij tevens de CAF Champions League met Espérance. Op 19 januari 2012 verkaste Banana naar Europa, waar hij een contract voor vierenhalf jaar had ondertekend bij de Franse club FC Sochaux. Op 11 februari van dat jaar debuteerde de verdediger in de Ligue 1, toen er met 1–0 verloren werd van Stade Rennais. Aan het begin van het seizoen 2013/14 werd duidelijk dat Banana vaker aan speeltijd toe wilde komen en dus wilde vertrekken. De keuze viel uiteindelijk op een verhuurperiode bij het Zwitserse Lausanne-Sport. In de zomer van 2014 vertrok hij naar Platanias. Daar zette hij zijn handtekening onder een verbintenis voor de duur van drie seizoenen. Drie jaar lang had hij overwegend een basisplaats bij Platanias. In 2017 maakte hij de overstap naar competitiegenoot Panionios. Een jaar later trok Olympiakos hem aan en gaf hem een contract voor twee seizoenen. Hij werd direct weer verhuurd aan zijn oude club Panionios. In december 2019 verliet hij Olympiakos, zonder ooit voor die club gespeeld te hebben. Tussen oktober 2020 en december 2021 stond Banana onder contract bij het Jordanese Shabab Al-Ordon. In februari 2022 tekende hij voor Bengaluru. Na een half seizoen bij die club zat hij langer dan een jaar zonder club, waarna Banana zich aansloot bij AS Trouville-Deauville.

## Interlandcarrière
Banana maakte zijn debuut in het Kameroens voetbalelftal op 30 maart 2015, toen hij onder bondscoach Volker Finke mocht meespelen in de oefeninterland tegen Thailand. Thailand kwam met 2–0 voor door een treffer van Prakit Deeprom en een eigen doelpunt van Aurélien Chedjou. Door doelpunten van Benjamin Moukandjo, Clinton N'Jie en Ngweni Ndassi won Kameroen met 2–3. Banana mocht in de basis beginnen en in de rust werd hij gewisseld. Zijn eerste interlanddoelpunt volgde op 11 november 2017, tijdens zijn vierde interland. Op aangeven van Fabrice Olinga tekende hij in de blessuretijd voor de gelijkmaker, waardoor Kameroen met 2–2 gelijkspeelde tegen Zambia. In 2019 werd Banana door bondscoach Clarence Seedorf opgeroepen voor het Afrikaans kampioenschap in Egypte.
| Interlands van Yaya Banana voor Kameroen | Interlands van Yaya Banana voor Kameroen | Interlands van Yaya Banana voor Kameroen | Interlands van Yaya Banana voor Kameroen | Interlands van Yaya Banana voor Kameroen | Interlands van Yaya Banana voor Kameroen | Interlands van Yaya Banana voor Kameroen |
| №                                        | Datum                                    | Wedstrijd                                | Uitslag                                  | Competitie                               | Goals                                    |                                          |
| Als speler bij Platanias                 | Als speler bij Platanias                 | Als speler bij Platanias                 | Als speler bij Platanias                 | Als speler bij Platanias                 | Als speler bij Platanias                 | Als speler bij Platanias                 |
| ---------------------------------------- | ---------------------------------------- | ---------------------------------------- | ---------------------------------------- | ---------------------------------------- | ---------------------------------------- | ---------------------------------------- |
| 1                                        | 30 mei 2015                              | Thailand – Kameroen                      | 2 – 3                                    | Vriendschappelijk                        |                                          |                                          |
| 2                                        | 6 juni 2015                              | Burkina Faso – Kameroen                  | 2 – 3                                    | Vriendschappelijk                        |                                          |                                          |
| Als speler bij Panionios                 |                                          |                                          |                                          |                                          |                                          |                                          |
| 3                                        | 4 september 2017                         | Kameroen – Nigeria                       | 1 – 1                                    | WK 2018 kwalificatie                     |                                          |                                          |
| 4                                        | 11 november 2017                         | Zambia – Kameroen                        | 2 – 2                                    | WK 2018 kwalificatie                     | 90+1'                                    |                                          |
| 5                                        | 25 maart 2018                            | Koeweit – Kameroen                       | 1 – 3                                    | Vriendschappelijk                        |                                          |                                          |
| 6                                        | 27 mei 2018                              | Kameroen – Burkina Faso                  | 0 – 1                                    | Vriendschappelijk                        |                                          |                                          |
| 7                                        | 8 september 2018                         | Comoren – Kameroen                       | 1 – 1                                    | AK 2019 kwalificatie                     |                                          |                                          |
| 8                                        | 12 oktober 2018                          | Kameroen – Malawi                        | 1 – 0                                    | AK 2019 kwalificatie                     |                                          |                                          |
| 9                                        | 16 oktober 2018                          | Malawi – Kameroen                        | 0 – 0                                    | AK 2019 kwalificatie                     |                                          |                                          |
| 10                                       | 20 november 2018                         | Brazilië – Kameroen                      | 1 – 0                                    | Vriendschappelijk                        |                                          |                                          |
| 11                                       | 23 maart 2019                            | Kameroen – Comoren                       | 3 – 0                                    | AK 2019 kwalificatie                     |                                          |                                          |
| 12                                       | 9 juni 2019                              | Kameroen – Zambia                        | 2 – 1                                    | Vriendschappelijk                        |                                          |                                          |
| 13                                       | 14 juni 2019                             | Kameroen – Mali                          | 1 – 1                                    | Vriendschappelijk                        |                                          |                                          |
| 14                                       | 25 juni 2019                             | Kameroen – Guinee-Bissau                 | 2 – 0                                    | AK 2019                                  | 66'                                      |                                          |
| 15                                       | 2 juli 2019                              | Benin – Kameroen                         | 0 – 0                                    | AK 2019                                  |                                          |                                          |
| 16                                       | 6 juli 2019                              | Nigeria – Kameroen                       | 3 – 2                                    | AK 2019                                  |                                          |                                          |

Bijgewerkt op 25 april 2025.